# 拓跋丽
拓跋丽（？—453年3月11日），魏明元帝拓跋嗣之孙，建宁王拓跋崇之子，北魏宗室。

## 生平
魏文成帝兴安二年春正月辛巳（453年2月1日），拓跋丽被封为济南王。拓跋丽和父亲拓跋崇与京兆王杜元宝图谋叛逆，兴安二年二月己未（453年3月11日），杜元宝被定罪处死，拓跋丽、拓跋崇都为杜元宝牵连，被赐令自杀。